# Erik Per Sullivan
Pour les articles homonymes, voir Sullivan.
Erik Per Sullivan, né le 12 juillet 1991 à Worcester, dans le Massachusetts, est un acteur américain. Il est surtout connu pour son rôle de Dewey, le frère cadet de Malcolm, dans la série télévisée Malcolm. 

## Biographie

### Jeunesse et formation
Erik Per Sullivan est né à Worcester, dans le Massachusetts. Sa mère, Ann, est née en Suède et a acquis la nationalité américaine en 2007. Son père, Fred Sullivan, est d'origine irlandaise. Il parle couramment le suédois.
Il a étudié à la Mount Saint Charles Academy, à Rhode Island puis à la Phillips Exeter Academy, dans le New Hampshire. Par la suite, il a fréquenté l'université du Sud de la Californie à Los Angeles de 2009 à 2010.
En 2007, il reçoit le Prix James Joyce.

### Carrière
En 1999, il est remarqué dans L'Œuvre de Dieu, la part du Diable (The Cider House Rules), du suédois Lasse Hallström, aux côtés de Michael Caine. Ce film est un succès et remporte deux oscars.
Cependant, le principal rôle de sa jeune carrière demeure celui de Dewey, le petit frère de Malcolm dans la série télévisée Malcolm.
Il prête également sa voix à l’hippocampe Sheldon dans le dessin animé de Disney, Le Monde de Nemo, en 2003, et apparaît dans Un Noël de folie ! en 2004.
Après Malcolm, il apparaît dans le film indépendant Mo et dans Twelve, qui marquera la fin de sa carrière.
Depuis son retrait de la vie artistique, il est régulièrement victime de rumeurs de décès.

### Œuvres caritatives
En 2006, Erik Per Sullivan et Jane Kaczmarek ont postfacé le livre d'enfants Together (en) qui explique l'importance du bétail aux personnes pauvres dans le monde, inspiré par la mission de l'organisation à but non lucratif Heifer International.

## Filmographie

### Cinéma
- 1998 : Armageddon : L'enfant avec le jouet (navette) (non crédité)
- 1999 : L'Œuvre de Dieu, la part du Diable (The Cider House Rules) : Fuzzy
- 2001 : Wendigo : Miles
- 2001 : Joe La Crasse (Joe Dirt) : Little Joe Dirt
- 2001 : Black of Life (série télévisée) : Jimmy
- 2002 : Infidèle (Unfaithful) : Charlie Sumner
- 2004 : Un Noël de folie ! (Christmas with the Kranks) de Joe Roth : Spike Frohmeyer
- 2006 : Once Not Far from Home : le petit garçon
- 2007 : Mo : Mo
- 2010 : Twelve : Timmy

### Télévision
- 2000-2006 : Malcolm (Malcolm in the Middle) : Dewey
- 2000 : Wonderland : Tucker Banger
- 2002 : Un gars du Queens (The King of Queens) : Arthur jeune

## Doublage

### Cinéma
- 2003 : Le Monde de Nemo (Finding Nemo) : Sheldon
- 2006 : Arthur et les Minimoys (Arthur and the Invisibles) : Mino

### Jeux vidéo
- 2003 : Le Monde de Nemo : Sheldon

## Distinctions

### Récompenses
- Fright Meter Awards 2001 : Meilleur acteur dans un second rôle pour Wendigo
- Young Artist Awards 2003 : Meilleur groupe dans une série télévisée (avec Frankie Muniz, Justin Berfield, Kyle Sullivan et Craig Lamar Traylor) : Malcolm
- YoungStar Awards 2000 : Meilleur groupe dans une série télévisée (avec Frankie Muniz, Justin Berfield et Christopher Masterson) : Malcolm

### Nominations
- Fangoria Chainsaw Awards 2003 : Meilleur acteur dans un second rôle : Wendigo
- Teen Choice Awards :
  - 2001 : Meilleur acolyte : Malcolm
  - 2002 : Meilleur acolyte : Malcolm
  - 2003 : Meilleur acolyte : Malcolm
- Young Artist Awards :
  - 2001 : Meilleure performance dans une série télévisée pour un acteur de 10 ans et moins : Malcolm
  - 2001 : Meilleur groupe dans une série télévisée (avec Frankie Muniz, Justin Berfield, Craig Lamar Traylor et Christopher Masterson) : Malcolm
  - 2002 : Meilleure performance dans une série télévisée pour un acteur de 10 ans et moins : Malcolm
  - 2002 : Meilleur groupe dans une série télévisée (avec Frankie Muniz, Justin Berfield et Craig Lamar Traylor) : Malcolm